# Acontiophorum mortenseni
Acontiophorum mortenseni is een zeeanemonensoort uit de familie Acontiophoridae.
Acontiophorum mortenseni is voor het eerst wetenschappelijk beschreven door Carlgren in 1938.